# Државни пут 191
Државни пут IIА реда 191 је државни пут другог А реда у југозападном делу Србије. Пут почиње на ушћу реке Бистрице у Лим. Комплетна траса простире се десном обалом реке Лим и вештачког језера Потпећ и највечи део пута налази се на територији општине Прибој. Пут се завршава граничним прелазом Увац, са Босном и Херцеговином